# 十字門隧道
十字門隧道，是一條位於中國廣東省珠海市香洲區十字門中央商務區內，連接灣仔片區至橫琴片區金融島，是第五條連接橫琴島的陸路通道，亦是第三條連接橫琴的公路海底隧道，建造項目由橫琴粵澳深度合作區投資建設，珠海華保開發建設公司代建，上海隧道股份公司負責盾構施工，總投資約27億元。
十字門隧道於2018年10月動工興建，南起橫琴金融島榮粵道，向北從海底穿越馬騮洲水道至會展四路，接南灣大道，長2.8公里，雙向四車道。隧道由“琴澳號”盾構機建造，曾經是中國直徑最大的盾構機之一，達15.7米。
隧道採用上下雙層設計，分別容納雙向車行道並預留雙向人行過江通道空間。“琴澳號”跨海域盾構段於2021年6月從橫琴金融島始發，2022年2月23日下午，盾構機穿越馬騮洲水道抵達灣仔側接收井，標誌着該隧道工程實現主體貫通，比原計劃提前約一個半月，並爭取於2023年年中建成通車，從橫琴金融島到灣仔片區車程縮短至約2分鐘，緩解橫琴大橋交通壓力。
2023年7月26日，十字門隧道正式通車，作為橫琴粵澳深度合作區對外連接的第五條通道第三條海底隧道。該隧道南起橫琴金融島榮粵道，向北穿越馬騮洲海域至灣仔會展四路，接香洲南灣大道，全長約2.7公里，雙向四車道，設計時速40km。該隧道採用了上下雙層設計，分別容納雙向通行車道。出於消防安全考慮，暫無開放人行通道。
2024年3月1日，配合橫琴粵澳深度合作區封關運行，十字門隧道通行安排有所調整，開放通行時間為每天08:00至00:00，僅通行備案小客車，車輛經榮粵道進入「二線」通道，未被抽檢車輛可直接出島；被抽檢車輛按指引進入查驗場，經查驗後出島。
2024年11月，十字门隧道“二线”通道顺利通过国家验收。设有车检区域、旅检区域及配套设施设备。其中，车检区域设置4条通道，旅客出岛大厅设置4条旅检通道。